# Теодорик II
Теодорик II или Теодорих II је био визиготски краљ између 453. и 466. године. Дошао је на власт пошто је убио свог брата Турисмунда уз помоћ свог брата Фредерика и Аеција, врховног римског војсковође (магистер милитум). У његово доба, Визиготско краљевство је имало седиште у Тулузу и било је у вазалском односу са Римском царством. Између 453. и 454. године цар Валентинијан III послао је војску која се ставила под врховну команду Теодорика II, да би се борила против сељака који су дигли устанак. Устанак је веома брзо угушен.
Након што је Валентинијан III био убијен 454. године, а одмах затим и његов наследник, Петроније Максим (455), Теодорик је поставио сопственог цара: Марка Мецилија Флавија Епархија Авита.
Исте те године, Свеви су почели да нападају на римске провинције Бетику, Картагинијенсис и Тараконенсис, тако да је Теодорик 456. године окупио велику војску са бургундским војницима под командом бургундског краља Гундика, који је био Теодориков савезник. Заједничким снагама, нанели су тежак пораз Свевима, а свевског краља, Рекарија, ухватитили су и погубили у децембру 456.
На свевски трон Теодорик II је поставио Агиулфа са војском која је била задужена да чува границе од напада Кантабра и Баскона. Такође је ограничио територију свевске државе на мали део територије провинције Галеције (данашња Галиција).
Године 457. Авита је убио Рицимер, варварин регент, а затим је поставио свог фаворита за цара - Јулија Мајоријана. Теодорик међутим, није хтео да призна новог цара, те ће покушати да прошири Визиготско краљеваство на север. Међутим, Мајоријан је Визиготе потукао, освојио Арл, а затим потписао мир са Визиготима који ће трајати три године.
Теодорик је такође направио кодекс закона.
Свој живот и владавину Теодорик је завршио тако што га је убио његов брат и наследник Еурих, 466. године.